# Жайсанбай
Жайсанба́й (каз. Жайсаңбай) — село у складі Іргізького району Актюбінської області Казахстану. Адміністративний центр та єдиний населений пункт Жайсанбайського сільського округу.
Населення — 461 особа (2021; 535 у 2009, 501 у 1999, 544 у 1989).